# Fiat 621RN
Le Fiat 621RL était, comme l'habitude de l'époque, un châssis pour autocars dérivé de celui du camion Fiat 621 fabriqué par la division autobus de Fiat V.I., branche du groupe italien Fiat.
Il a été lancé bien avant la seconde guerre mondiale, en 1929, quasiment simultanément avec le camion Fiat 621, pour assurer le transport des populations italiennes.
Cet autobus, comme tous les modèles dans le monde à cette époque, utilisait le châssis surbaissé dérivé d'un camion avec un moteur placé à l'avant du véhicule, donc dans une position encombrante pour l'accès des voyageurs et la conduite. (Cf les cars Chausson qui ont gardé jusque dans les années 80 ce type de conception).
Le Fiat 621RL, d'une longueur normalisée en Italie, de 5,80 mètres, était équipé du moteur essence Fiat 122A, un 6 cylindres de 2.516 cm3, développant 45 ch DIN dans sa première version originelle. Ce moteur s'avèrera robuste, fiable mais un peu gourmand en essence. Le poste de conduite était à droite, comme le voulait le code de la route italien de l'époque.
Le Fiat 621RL connaîtra également une version à 3 essieux, le Fiat 621PN,
de 10,00 mètres, lancé en même temps que la version de base et disposant de la même mécanique.
Conformément à la coutume en Italie, la version de base sera carrossée par la filiale Fiat Cansa mais aussi par les carrossiers spécialisés Garavini, Macchi, Pistoiesi, Viberti et bien d'autres.

## Le Fiat 621RN Diesel
En 1934, Fiat lance la version équipée du moteur diesel Fiat 324. Cette version est structurellement identique à la version essence précédente.
Notas :
- RN signifie : R - ribassato, le châssis d'origine dérivé du camion correspondant a été abaissé pour être compatible avec l'accès à bord des passagers. N comme pour les camions désigne le type de carburant N = nafta, gaz-oil en italien, G gazogène et U pour urbain.
- Cansa est l'acronyme de "CArrozzerie Novaresi Società Anonima" - Carrosseries de Novare Société Anonyme. Cette société de carrosserie industrielle était une filiale de Fiat Bus dont les ateliers et le siège social est implanté à Cameri, près de Novare. Avec l'introduction du Fiat 343 Cameri, en 1972, l'appellation commerciale devint "Carrozzeria Fiat Cameri".

La production du Fiat 621RN cessa en 1939 pour être remplacé par les Fiat 626RN et Fiat 666RN.